# Takeo (Provinz)
Takeo (Khmer: តាកែវ) ist eine Provinz in Kambodscha. Die Provinzhauptstadt heißt Doun Kaev. Die Einwohnerzahl beträgt 900.914 (Stand: Zensus 2019). 2017 hatte Takeo 893.500 Einwohner.

## Sehenswürdigkeiten
- Tempel:
  - Phnom Da – Der 17 Meter hohe Tempel Phnom Da stammt aus dem 8. Jahrhundert. Er befindet sich auf dem Gipfel eines solitär stehenden 100 Meter hohen Berges östlich der Provinzhauptstadt Takeo. Am Fuß des Berges steht der Asram Maha Russei aus dem 7. Jahrhundert.
  - Phnom Chisor – Die Tempelruinen auf diesem Berg nördlich von Takeo stammen aus dem 10. und 11. Jahrhundert.
  - Ta Prohm – Neben dem berühmten Tempel Ta Prohm in Siem Reap gibt es einen weiteren gleichnamigen Ta Prohm in der Provinz Takeo. Auch er wurde unter Jayavarman VII. (1181–1219) errichtet.
- Tonle Bati –  In der Nähe des Ta Prohm befindet sich der See Tonle Bati. Der Name Tonle (in Khmer Fluss) weist auf dessen ursprüngliche Form eines Flusses hin.
- Angkor Borei – Auf dem Weg von der Stadt Takeo zum Tempel Phnom Da kann man einen Abstecher zu diesem historischen Ort machen. Früher war dies noch ein wichtiges Handelszentrum. Am Hafen befindet sich ein kleines Museum über das erste große Reich der Khmer Baphuon (1.–6. Jahrhundert), welches mehr bekannt ist unter seinem von den Chinesen überlieferten Namen Funan.
- Seidenweben – Die Provinz Takeo ist auch Heim von etwa 10.000 der insgesamt 15.000 kambodschanischen Weberinnen. Die meisten Seidenweberdörfer liegen in der Nähe der Nationalstraße in Richtung Takeo Stadt. Die Technik des Seidenwebens kam zu den Khmers zur Zeit des Funan-Reiches, wahrscheinlich im 2. Jahrhundert aus Indien oder aus Indien und China gleichzeitig.
- Phnom Tamao Wildlife Rescue Centre – Zoo/Wildtier-Reservat im Bezirk Bati

## Verwaltung
Die Provinz ist unterteilt in zehn Bezirke, 100 Kommunen und 1117 Dörfer.
| Code | Bezirksnamen   | Khmer  |
| ---- | -------------- | ------ |
| 2101 | Angkor Borei   | អង្គរបុរី |
| 2102 | Bati           | បាទី     |
| 2103 | Bourei Cholsar | បុរីជលសារ |
| 2104 | Kiri Vong      | គីរីវង្ស  |
| 2105 | Kaoh Andaet    | កោះអណ្តែត  |
| 2106 | Prey Kabbas    | ព្រៃកប្បាស |
| 2107 | Samraŏng       | សំរោង    |
| 2108 | Doun Kaev      | ដូនកែវ   |
| 2109 | Tram Kak       | ត្រាំកក់   |
| 2110 | Treang         | ទ្រាំង    |